# Colsterworth
Colsterworth – wieś i civil parish w Anglii, w hrabstwie Lincolnshire, w dystrykcie South Kesteven. Leży 48 km na południe od Lincoln i 148 km na północ od Londynu.
W 2011 roku civil parish liczyła 1713 mieszkańców. Colsterworth jest wspomniana w Domesday Book (1086) jako Colsteuorde/Colstewrde.